# Sounds Dangerous!
Sounds Dangerous! was een attractie in het Amerikaanse attractiepark Disney's Hollywood Studios, die werd geopend op 22 april 1999 en werd gesloten op 18 mei 2012. Het concept van de attractie was het testen van een pilotaflevering van de fictieve live televisieshow Undercover Live!, waarbij de camerabeelden vervielen en enkel het geluid nog te horen bleef.

## Geschiedenis
Voorheen bevond zich in het theater van Sounds Dangerous!, de ABC Sound Studio, een andere attractie: The Monster Sound Show. Deze attractie werd gesloten in 1996, om te worden vervangen door Sounds Dangerous!, waarin Drew Carey werd toegevoegd als hoofdpersonage. Op het moment dat de attractie opende genoot de televisieshow van Carey, de The Drew Carey Show, grote bekendheid. Aan de buitenzijde van de ABC Sound Studio werd een uitvergrote foto van Carey geplaatst en kwam een lichtkrant met daarop de boodschap dat Carey een rol had in de nieuwe attractie.
In 2009 ging de attractie van een jaarrondopenstelling naar een seizoensopenstelling, waarbij de attractie enkel nog in drukke periodes geopend zou worden. De foto van Carey en de tekst "Sounds Dangerous!" werden van de gevel van de ABC Sound Studio verwijderd. Hoewel verschillende bronnen de officiële sluitingsdatum van 18 mei 2012 noemen, zouden de laatste voorstellingen van Sounds Dangerous! al plaat hebben gevonden in mei van 2011. Na sluiting van de attractie deed de ABC Sound Studio nog dienst als een preview-theater voor de films Maleficent en Guardians of the Galaxy. Op 4 december 2015 opende in de ABC Sound Studio de attractie Star Wars: Path of the Jedi.

## Beschrijving
Het concept van de attractie kwam neer het bijwonen van een test van een pilotaflevering van de fictieve live televisieshow Undercover Live!. Bij Undercover Live! kregen undercover-agenten een kleine camera en microfoon mee, waardoor er live naar een undercover-actie kon worden gekeken op televisie. Nadat gasten de filmzaal waren binnengekomen en werden verzocht om een koptelefoon op te zetten, werd de film gestart.
De film begon met regisseur Sharon Brooks, die uitlegde dat Undercover Live! een live televisieshow was, waarbij een agent, gewapend met een verstopte camera en microfoon, werd gevolgd op een undercover-actie. Voor deze pilot is dat agent Charlie Foster (vertolkt door Drew Carey). Het beeld verplaatst naar Foster: hij is undercover bij een sneeuwbollenfabriek (de United Snow Globe Company), waarbij het vermoeden is dat er iets gesmokkeld wordt. Als hij bij het kantoor van de directeur, Lefty Moreno, wil inbreken, neemt hij de camera tevoorschijn en filmt hij zichzelf "om te laten zien hoe een undercover-agent een deurslot kraakt." Als er iemand aankomt, moet hij de camera vlug verstoppen, waardoor hij hem in zijn mond stopt. Omdat de camera echter niet tegen vochtigheid kan, valt het camerabeeld weg en krijgt het publiek enkel nog het audiospoor te horen.
Uiteindelijk lukt het Foster om het kantoor binnen te komen en pakt hij allerlei voorwerpen op met bijbehorende geluiden, zoals een nietmachine, een pot met bijen en een seintoorts. In een dagboek leest hij dat Moreno een afspraak heeft bij Johnny Marstoni, een naam die Foster bekend voorkomt. Dan gaat de telefoon, waarbij de persoon aan de andere kant van de lijn zegt dat het codewoord voor de volgende operatie "elephant" is. Daarnaast waarschuwt hij dat hij voorzichtig moet zijn, omdat er "een of andere detective" rond aan het snuffelen is in zijn zaken. Als Foster de telefoon opgooit, stoot hij per ongeluk de pot met bijen om, waardoor deze ontsnappen met het bijbehorende geluid. Daardoor vlucht Foster het kantoor uit. Eenmaal buiten herinnert hij zich de naam Marstoni: dit is een voormalige bajesklant die op dit moment een kapsalon runt. Foster rijdt hiernaartoe. Kort doet het camerabeeld het weer, waarin de autorit en de aankomst bij Johnny Marstoni te zien zijn.
Marstoni verwelkomt Foster en suggereert dat Foster wel een scheerbeurt kan gebruiken. Hierdoor komen allerlei knip- en scheergeluiden voorbij. Uiteindelijk ondervraagt Foster Marstoni over Lefty Moreno. Marstoni stelt voor dat hij deze namiddag maar eens bij het circus moet gaan kijken, en met name naar The Great Renaldi. Dit circus blijkt aan de overkant van de straat te zijn, die Foster oversteekt, vergezeld door geluiden van voorbijracende auto's. Foster gaat op verkenning in het circus, waarbij hij plots uit het publiek wordt gekozen door assistente Rubella om mee te doen in een messenwerp-act van The Great Renaldi. Foster wordt op een draaischijf bevestigd en geblinddoekt, waarna The Great Renaldi wessen op de draaischijf werpt. Uiteindelijk herkent Foster The Great Renaldi: het blijkt Lefty Moreno te zijn. Als Foster hem hierop aanspreekt, bekent Moreno dat hij inderdaad diamanten smokkelt in zijn sneeuwbollen, slijpt hij een mes en zegt hij dat hij zijn laatste mes bewaard heeft voor Foster's eigen "great finale." Hierop roept Foster "Elephant!", waardoor Moreno denkt dat hij het codewoord heeft achterhaald. In werkelijkheid waarschuwde Foster hem voor een olifant die achter hem liep en Moreno uiteindelijk te pakken neemt. Hierna keert het camerabeeld terug en is te zien hoe Foster Moreno onder controle heeft. Daarna laat een clown echter een grote ballon ontploffen, waardoor Foster omvalt en de camera wegvalt. Hierop schakelt het beeld weer terug naar de regisseurskamer. De regisseur bedankt het publiek voor het kijken en roept nog na dat ze volgende keer met een andere undercover-agent zullen werken. Daarmee was de film afgelopen en konden gasten de zaal verlaten.
De uitgang van de attractie liep via het Soundworks-paviljoen, waar gasten op een interactieve manier met film en geluid om konden gaan.
Walt Disney World Resort · Earful Tower · The Sorcerer's Hat · afbeeldingen